# Línea 2 (Tren tranvía de la Bahía de Cádiz)
La Línea 2 del Tranvía metropolitano de la Bahía de Cádiz es una futura línea fomentada por la Junta de Andalucía.

## Recorrido
Está previsto que circule desde la Estación de Cádiz hasta el Aeropuerto de Jerez de la Frontera circulando por la avenida de Astilleros, en Cádiz, para pasar por la Avenida de las Cortes y ahí conectar con el puente de la Constitución de 1812 para cruzar la Bahía de Cádiz. Después circulará por la avenida de Trocadero ya en el municipio de Puerto Real, concretamente en la barriada de Río San Pedro, para finalmente entrar en la ciudad de Puerto Real por la estación de cercanías de Universidad y transcurrir hasta Jerez de la Frontera por la actual vía Cádiz-Sevilla.